# 獨腳鬼
獨腳鬼别称是山魈，是中國傳說中的鬼怪，记载于宋俞琰《席上腐談》卷上：，《山海經．海內經卷》亦有记载。
《点石斋画报》亦记载<山魈梗路>故事。涼山彝族亦有用野草扎鬼偶,用咒牲血畫鬼板,以此驅趕鬼的习俗，其中包括男鬼、女鬼、多頭鬼、無頭鬼、獨腳、斷手鬼。

## 样貌特征
《席上腐談》的描写，山魈只有一只脚连着身体躯干，所以唐诗有他会用一只脚跳着走行动的说法。《山海經．海內經》山魈描写为脸如人，手臂长，身体有黑色的毛。

## 参見
中国妖怪列表